# Palata
Palata község (comune) Olaszország Molise régiójában, Campobasso megyében.

## Fekvése
A megye északi részén fekszik. Határai: Acquaviva Collecroce, Guardialfiera, Guglionesi, Larino, Montecilfone, Montenero di Bisaccia és Tavenna.

## Története
A település alapítására vonatkozóan nincsenek pontos adatok. Első írásos említése a 15. századból származik. A következő századokban nemesi birtok volt. A 19. században nyerte el önállóságát, amikor a Nápolyi Királyságban felszámolták a feudalizmust.

## Népessége
A népesség számának alakulása:

## Főbb látnivalói
- Santa Maria Nova-templom
- Santa Giusta-templom